# الیزابت گومس
الیزابت گومس (انگلیسی: Elizabeth Gómez؛ زادهٔ ۲۱ سپتامبر ۱۹۸۱) بازیکن فوتبال زن اهل مکزیک بود.
وی همچنین در تیم ملی فوتبال زنان مکزیک بازی کرده‌است.